# Norra Skrävlinge distrikt
Norra Skrävlinge distrikt är ett distrikt i Svalövs kommun och Skåne län. 
Distriktet ligger söder om Svalöv. 

## Tidigare administrativ tillhörighet
Distriktet inrättades 2016 och utgörs av socknen Norra Skrävlinge i Svalövs kommun.
Området motsvarar den omfattning Norra Skrävlinge församling hade vid årsskiftet 1999/2000.